# Laércio José Milani
Laércio José Milani (* 1. März 1931 in Indaiatuba; † 29. August 1985 in Santos) war ein brasilianischer Fußballspieler. Er wurde als Torwart eingesetzt. Als Spieler war insbesondere beim FC Santos erfolgreich.

## Karriere

### Anfänge
Laércio begann seine Karriere mit der Verteidigung des EC Primavera aus seiner Heimatstadt Indaiatuba im Bundesstaat São Paulo. Er wechselte 1948 nach AA Portuguesa (SP) und kam 1953 zur SE Palmeiras.

### Palmeiras
Sein Debüt mit dem Trikot von Palmeiras fand am 5. Februar 1953 statt, als der Klub ein Freundschaftsspiel gegen den Racing Club aus Argentinien bestritt und mit 4:2 gewann. Laércio kam nach Palmeiras, um die Torhüter Oberdan Cattani und Fábio Crippa zu beerben. Cattani war seit vierzehn Jahren bei Palmeiras und sollte ursprünglich durch Crippa ersetzt werden. Dieser war der Klubführung in seinen Leistungen zu unstabil. Nach der Betrachtung mehrerer Alternativen, wie Rugillo, Furlan, Cláudio und Cavani, fiel die Wahl auf Laércio. Er wurde Anfang 1953 von Portuguesa abgelöst. Trotz beständig guter Leistungen konnte Laércio die Fans von Palmeiras nicht auf seine Seite ziehen. Insbesondere nach dem Finale in der Staatsmeisterschaft von São Paulo 1954. Dieses fand am 6. Februar 1955 im Estádio do Pacaembu gegen den Lokalrivalen SC Corinthians statt. Palmeiras musste die Partie gewinnen, um den Titel zu gewinnen. Das Treffen endete 1:1 und Corinthians gewann die Meisterschaft. Obwohl keine Fehler vorzuwerfen waren, sank er in der Gunst der Fans weiter. Besonders dieses veranlasste ihn 1957 zu einem Wechsel. Bis dahin bestritt Laércio in dem Trikot von Palmeiras 82 Spiele, davon 80 in der Startelf. Gewann 50, spielte 13 Unentschieden und verlor 19 Mal. In dieser Zeit kassierte er 134 Gegentore. Sein letztes Spiel für Palmeiras fand am 4. Mai 1957 statt, als Palmeiras beim Torneio Rio-São Paulo gegen den späteren Turniersieger Fluminense Rio de Janeiro mit 5:1 verlor.

### Santos
Laércio kam zu Santos, um Manga zu ersetzen. Bereits in seinem ersten Jahr bei Santos traf er wieder in einem entscheidenden Spiel auf das Team von Corinthians. Im selben Jahr rückte der künftige Weltstar des brasilianischen Fußballs Pelé dauerhaft in den Profikader von Santos auf. In seinem ersten Jahr bei Santos traf Laércio erneut auf Corinthians. im Pacaembu am 3. November 1957. Die Korinther brauchten ein Unentschieden, um die Qualifikationsrunde Staatsmeisterschaft 1957 endgültig zu gewinnen. Die Partie endete 3:3 und Corinthians verlor auch die nächsten zehn Spiele nicht, konnte die Staatsmeisterschaft aber nicht gewinnen. 1958 gewann Laércio erstmals mit Santos die Staatsmeisterschaft.
Eine Saison später fand das entscheidende Spiel am 10. Januar 1960 gegen seinen ehemaligen Klub Palmeiras statt. Es war ein mit Spannung erwartetes Spiel, da es sich um die beiden besten Mannschaften Brasiliens handelte, so dass von den 22 Spielern 13 bereits das Trikot der brasilianischen Mannschaft getragen hatten. Pelé traf nach 14 Minuten und Julinho in der ersten Halbzeit 43. zum Unentschieden. Palmeiras Spieler Romeiro gelang dann in der zweiten Halbzeit ein Freistoß in den Winkel von Laércios Tor, dass dieser sich nicht einmal bewegte. Dieses Tor zum 2:1 sicherte Palmeiras die Meisterschaft 1959 und wieder verließ Laércio das Spielfeld von Pacaembu und beobachtete die Party der gegnerischen Fans.
Im Jahr 1961 engagierte Santos Torhüter Gilmar von Corinthians und von dort begann Laércio auf der Bank zu bleiben. Er blieb noch bis 1964 in Santos und wurde in dieser Zeit Copa Libertadores und Intercontinental Supercup, mehrfacher Gewinner der Staatsmeisterschaft und nationaler Meister.
Bei den Exkursionen, die Santos um die Welt unternahm, wechselte er sich immer mit Gilmar im Tor ab. So wie Cabecion viele Jahre lang Gilmars Reserve bei Corinthians war, war Laércio auch seine Reserve bei Santos. Er erhielt sogar von mehreren brasilianischen Vereinen Anfragen, aber Laércio lehnte dies immer ab, weil er verstand, dass es besser war, eine Reserve für das fantastische Santos-Team zu sein, als Stammspieler in anderen Vereinen zu. 1969 beendete er, wie auch Gilmar, seine aktive Karriere bei dem Klub.

### Auftritt in Hamburg
Am 20. Oktober 1962 trat der FC Santos in Hamburg zu einem Freundschaftsspiel gegen den Hamburger SV an. Im mit über 72.000 Zuschauern ausverkauftem Volksparkstadion stand Laércio in der Startelf seines Klubs. Das Santos-Team, das gegen Hamburg auf dem Feld bestand aus: Laércio; Mauro Ramos, Dalmo Gaspar und Zé Carlos; Calvet (Formiga) und Lima; Bé (Pagão), Mengálvio, Coutinho, Pelé und Dorval Rodrigues. Das Spiel endete 3:3. Die Tore für Santos erzielten Pelé (2) und Coutinho. Für den HSV trafen Uwe Reuter (2) und Uwe Seeler.

## Trivia
Laercio hatte zwei Kinder, von denen eines, Sérgio, an einem Herzinfarkt starb.
Von Laércio wird berichtet, dass er eines Tages auf einem Hocker an einer Tankstelle in Santos angetroffen wurde und dort traurig nach unten sah. Auf die Frage, was passiert sei, antwortete er, dass er von Santos FC sehr verletzt worden sei. Der Grund dafür sei, dass sein Name nicht auf einem Schild neben einem Aufzug im Stadion stand, auf dem ehemalige Spieler von Santos geehrt wurden. Einige Zeit später fügte einer der Direktoren von Santos, Herr Angelo Bartoloto, der wusste, dass Laércio sehr krank war, den Namen Laércio José Milani direkt neben Pépe hinzu. In diesem Wissen bestand der ehemalige Torhüter von Santos, Lala, darauf, Laércio zum Schild zu bringen. Als dieser seinen Namen las, weinte er ausgiebig und sagte: „Wie auch immer, sie haben diesen Fehler behoben.“ Eine Woche nach diesem Ereignis starb Laércio ohne Trauer über Santos. Er erlag einem Prostatakrebs leiden.

## Erfolge
Palmeiras
- Staatsmeisterschaft von São Paulo Zweiter: 1954

Santos
- Staatsmeisterschaft von São Paulo: 1958, 1960, 1961, 1962, 1964, 1969
- Torneio Rio-São Paulo: 1959, 1963, 1964
- Campeonato Brasileiro de Futebol Vizemeister: 1959, 1966
- Campeonato Brasileiro de Futebol Meister: 1961, 1962, 1963, 1964, 1965, 1968
- Copa Libertadores: 1962, 1963
- Intercontinental Supercup: 1969